# Wickliffe, Kentucky
Wickliffe är en stad (city) och administrativ huvudort (county seat) i Ballard County i delstaten Kentucky, USA. 2010 hade staden 688 invånare.